# 昼からど〜だい!
『昼からど〜だい!』（ひるからど〜だい）は、2015年から2016年にかけてRSKラジオで放送されたラジオ番組である。従来放送していた『ごごラジViViッと!』と『イブニングおかやま お疲れさま』の枠を一本化してスタートした番組である。
本番組は、月曜 - 木曜と金曜で内容が大きく異なっているのが特徴であった。
後述の不祥事の影響で、改編期ではない2016年8月で終了し、『あもーれ!マッタリーノ』にリニューアルした。

## 月曜 - 木曜
月曜 - 木曜は、パーソナリティに岡山県倉敷市出身の落語家である桂小鯛を起用した。RSKラジオのワイド番組でパーソナリティへのタレント起用は、『谷五郎の旅は続くよ』のパーソナリティだった谷五郎以来9年ぶりであった。
2016年8月15日の放送で、小鯛が地元の自動車教習所での卒業検定で不合格になったことをめぐり同校を名指しで批判・中傷したため、発言直後に奥富が謝罪し、RSKラジオ側は発言直後に教習所など関係各位への連絡と謝罪（その時点で教習所側の了承を得た）をし、小鯛は番組エンディング前にそれぞれ謝罪した。翌16日の番組冒頭では奥富が前日放送分の中で小鯛が地元の自動車教習所を名指しで批判・中傷したことについて、教習所側の対応に落ち度はなかったと訂正・報告した上で再び謝罪した。その上で前日をもって小鯛が降板したとのアナウンスがあった（番組公式サイトでの謝罪と小鯛の降板報告はなく、全曜日出演者の顔写真とパーソナリティ名を削除）。
翌週・8月22日の番組冒頭で奥富は関係各位に再度謝罪した上で、26日をもっての番組打ち切りを発表した。なお、番組終了まで小鯛の代役は同局アナウンサーの津田健太（火・水）や国司憲一郎（木）や田中愛（月）が務めた。のちに、お詫び・補償番組として「サンデー落語」が2017年1月から6月末まで同局の日曜朝9時30分 - 10時00分枠で放送した。桂米朝一門の落語を放送した。

### パーソナリティ
- 奥富亮子（RSKアナウンサー）

### レポーター
- 渡壁恵子（RSKパーソナリティ）
  - 出演は火曜 - 木曜（ただし、第1火曜は出演しない）。

## 金曜
金曜は、前番組『ごごラジViViッと!』の金曜担当及び『キャンパスラジオ』のパーソナリティーだった安井優子・相田翔吾のコンビが引き続きパーソナリティとして起用された。また、月曜 - 木曜と異なり、内容面も前番組『ごごラジViViッと!』『よいしょ!』の内容を基本的にそのまま継承している。月曜 - 木曜との差別化をするために、冒頭のオープニングタイトルなどで『昼からど〜だい! 金曜日』（ひるからど〜だい!きんようび）と呼称することが多い。

### パーソナリティ
- 安井優子（RSKパーソナリティ）
- 相田翔吾（RSKパーソナリティ）

### レポーター
- 淵本文枝（RSKパーソナリティ）